# Politique militaire du Troisième Reich
La politique militaire du Troisième Reich se définit comme l'ensemble des mesures politiques, légales et techniques prises par le Troisième Reich, et en particulier son führer Adolf Hitler, dans les domaines touchant aux questions militaires (défense nationale, réarmement, organisation et commandement des forces armées...).

## Alliances politico-militaires

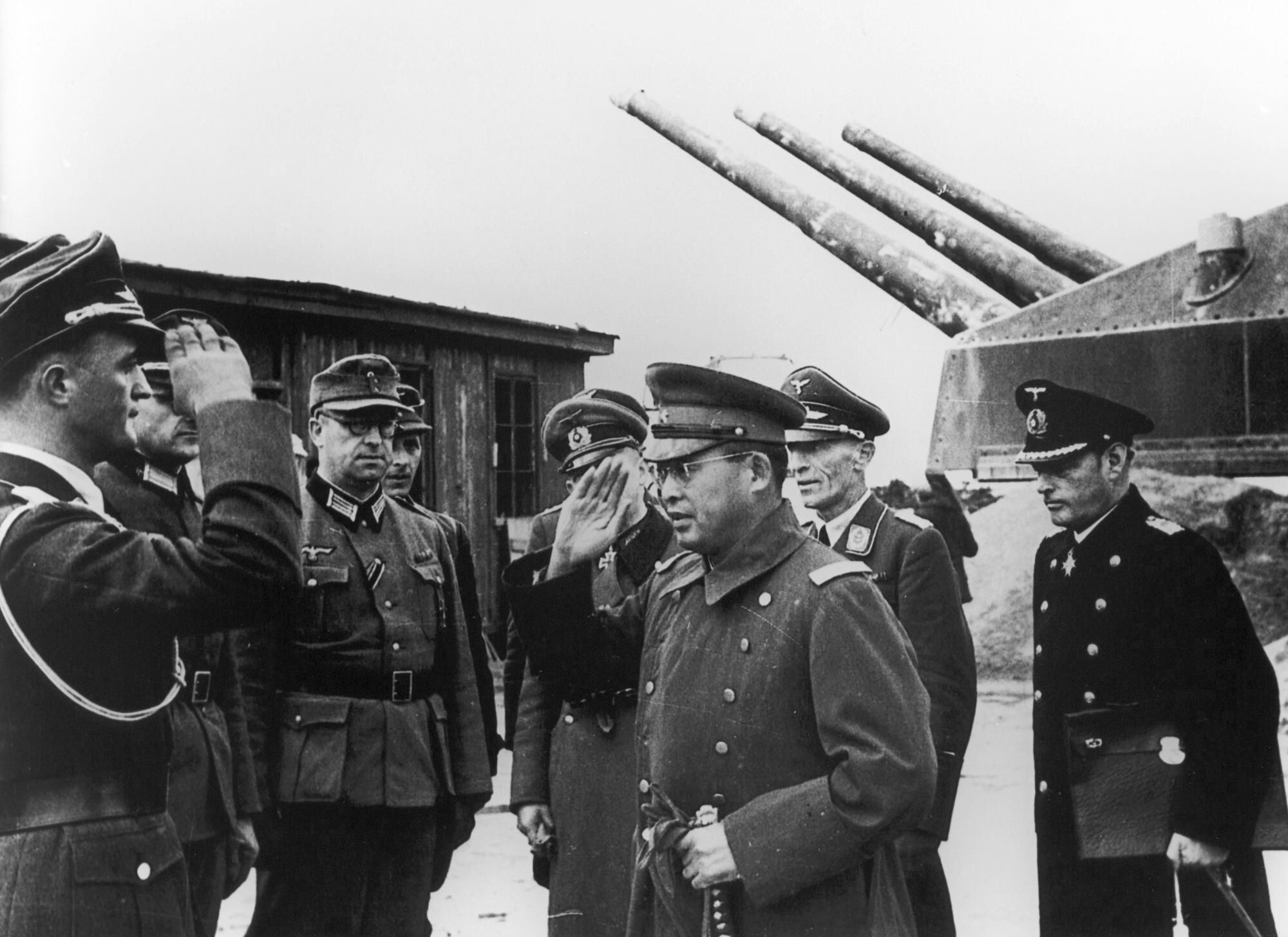
Visite d'un attaché militaire japonais en 1943.

### Axe Rome-Berlin-Tokyo (1940-1945)
Relations avec l'Italie fasciste
Relations avec le Japon

### Alliés de l'Axe
Bulgarie
Croatie
Hongrie
Roumanie
Slovaquie

## L'Allemagne en guerre (1939-1945)

### Vers une « armée populaire nationale-socialiste »:Volksgrenadier DivisionenetVolkssturm(1944-1945)
Volksgrenadier Divisionen
Volkssturm

## Dignitaires et responsables politiques et militaires

### Ministères
Ministère de la Guerre du Reich
Le 4 février 1938, à la suite de la dissolution du ministère de la Guerre, ainsi nommé depuis mai 1935, Adolf Hitler prend de facto la tête de l’Oberkommando der Wehrmacht (le « Haut Commandement des forces armées ») qui va disparaître en 1945 (le chef de cet État-Major en est le General der Artillerie Wilhelm Keitel).
Ministère de l'Armement et des Munitions
La question des fournitures aux forces armées est assurée par le ministère de l'Armement et des Munitions du Reich.
Ministère de l'Aviation du Reich

### Directions militaires des pays occupés
Autorités militaires allemandes
Collaboration militaire dans les pays occupés
Luxembourg, Alsace, Lorraine